# Демотическое письмо
Демоти́ческое письмо (устар. энхориальное письмо) — одна из форм египетского письма, применявшихся для записи текстов на поздних стадиях развития египетского языка.

## Название
Название этого вида письма позаимствовано у Геродота (II. 36), который назвал его др.-греч. δημοτικ̀α γράμματα «народное письмо». Демотическим называют также определённый период в развитии египетского языка, предшествовавший коптскому, однако не все тексты демотического периода написаны демотическим письмом. Название демотики по-египетски встречается в 14-й строке иероглифического текста Розеттского камня: sš n s‘j «письмо писем».

## Происхождение
Демотика возникла в середине VII века до н. э. в Нижнем Египте в начале правления XXVI (Саисской) династии из курсивной иератики, а затем постепенно вытеснила иератическое письмо из административных и юридических документов и распространилась по всему Египту.

## Периодизация
Демотическое письмо употреблялось около 1200 лет. На протяжении этого времени оно изменялось и развивалось. Историю демотики принято делить на три периода:
- Ранняя демотика (VII в. до н. э. — конец IV в. до н. э.)
- Птолемеевская демотика (V в. до н. э. — I в. до н. э.)
- Римско-византийская демотика (I в. до н. э. — середина V в.)

Последняя известная датированная надпись на стене храма Исиды в Филах помечена 452 г. н. э.:
(1) ns-mt(r)-ˁ3 s3 p3-ˁẖm p3 (2) ḥm-nṯr tp.ṱ n is.t rn n mw.ṱ=f (3) t3-šr.t-n-ns-mt(r) t3 šr.t n wˁb ˁ3 n is.t
(4) ns-mt(r)-ḫm p3 ḥm-ntr 2-nw n is.t
(5) s3 Ḥr-nṱr-ỉt=f
(6) p3 hrw sw 6 ibt 4 3ḫ.(t)
(7) ḥ3.t-sp 169.(t)
Перевод: «(1) Несметаа, сын Паахема, (2) первосвященника Исет, имя его матери (3) Ташретеннесмет, дочери старшего жреца-уаба Исет (4) Несметхема, второго жреца Исет, (5) сына Хорнеджитефа. (6) Сегодня день 6-й, месяц 4-й разлива, (7) год 169-й».

## Характерные особенности
Демотика представляет собой упрощённый скорописный тип письма. Знаки писали горизонтально справа налево. Основные отличия демотики от иератики:
- Сокращение общего числа знаков, всего около 270 (что компенсируется различными пошибами скрибов и сложными лигатурами)
- Увеличение количества лигатур
- Увеличение количества слов, написанных алфавитными знаками
- Первые попытки передачи гласных звуков знаками, обозначающими согласные

Трудность прочтения демотических текстов состоит в том, что один знак, с одной стороны, имеет несколько значений, а с другой — несколько вариантов написания, сильно отличающихся друг от друга.

## Тексты, написанные демотикой
В начальный период развития демотики на ней писали только письма, а также хозяйственные и юридические документы. В эпоху Птолемеев на демотике появляется множество других текстов, среди которых: религиозные, научные, магические, медицинские, административные, а также литературные произведения.
Наиболее известные тексты:
- Поучение Ахншешонка
- Сказания о Сатни-Хемуасе
- Сказания о фараоне Петубастисе
- Канопский декрет (трёхъязычный)
- Мемфисский декрет (Розеттский камень; трёхъязычный)
- Демотический Лейденский магический папирус III в. н. э., который содержит значительное количество коптских элементов и первые попытки фиксации речи ранним коптским письмом. Язык памятника также содержит коптские элементы.

В римский период количество демотических текстов сокращается. Юридические и административные документы стали писать только по-гречески. Встречаются тексты, написанные демотическими знаками вперемежку с греческими буквами, что является переходным этапом к созданию коптского алфавита. Последняя надпись на демотике, найденная на острове Филе, относится к 452 г.

## Расшифровка и изучение
Расшифровка демотического письма началась раньше, чем иероглифического. Большую роль в расшифровке сыграл Давид Окерблад, который в 1802 году верно определил значения 14 знаков в демотической надписи на Розеттском камне. Демотикой также занимался С. де Саси. Затем демотикой долгое время практически не занимались. В XIX веке Г. Бругш издал иероглифическо-демотический словарь, а Э. Ревиллью — основные письменные памятники. В XX веке демотическое письмо изучали Ф. Л. Гриффит, Х. Томпсон, М. Малинин, В. Шпигельберг и В. Эриксен. Последний издал хрестоматию демотических текстов и словарь. Однако полной демотической палеографии до сих пор нет. В 1979 году на международном конгрессе египтологов была принята система транслитерации текстов, написанных демотическим письмом. Она основана на транслитерации иероглифических текстов, которая дополнена тремя новыми знаками, системой передачи лигатур, а также обозначениями окончаний и суффиксальных местоимений. Тем не менее кодировки демотикой через Unicode все ещё не существует. В 2001 году Дж. Джонсон издал новый демотический словарь.